# Titok-barlang
A Titok-barlang a Duna–Ipoly Nemzeti Park területén lévő Pilis hegységben, a Csúcs-hegyen található egyik barlang.

## Leírás
Csobánka külterületén, a Csúcs-hegy északnyugati oldalának sziklafalában helyezkedik el természetes jellegű bejárata. A település szélén, ahol a Kevély-nyereg felé tartó piros sáv jelzésű turistaút letér az aszfaltútról, ott kell lejtőirányba felfelé kanyarodni és akkor lehet eljutni a barlangbejáratot rejtő sziklafalhoz. A bejárat nem észrevehető a sziklafal aljáról és csak sziklamászással érhető el. Nagyon sok kis méretű üreg van a lejárat környezetében és az üregek mellett egy nagy hársfa nőtt, amellyel egy szintben helyezkedik el a barlangbejárat, attól délre, öt méterre. Előfordulhat, hogy egyesek számára kötélbiztosítás szükséges a bejárat megközelítéséhez.
A barlang egy hét méter hosszú, három méter magas és másfél méter széles, vízszintes járat. Benne cseppkövek, kalcitok, borsókövek és kipreparálódott őslények fordulnak elő. Folyosójában, és a végén található kis teremben rengeteg apró csont van. Bejárásához barlangjáró alapfelszerelés szükséges.
Előfordul az irodalomban Titok barlang (Kucsera 1993) néven is. 1997-ben volt először Titok-barlangnak nevezve a barlang az irodalmában.

## Kutatástörténet
1991-ben fedezte fel az Aragonit Barlangkutató Csoport. A csoport 1992. évi jelentésében az olvasható, hogy a barlang egy 10 méter hosszú, vízszintes járat, amely három méter magas és másfél méter széles. Légrések vannak a vízszinten, ezért érdemes tovább bontani. A tagok tervezték, hogy 1993-ban folytatják a bontómunkát. 1997. május 7-én Regős József készítette el alaprajzi térképét három keresztmetszettel, amely 1:50 méretarányban lett szerkesztve és ezen a napon Kraus Sándor rajzolt egy keresztmetszetet a barlang őskarsztos járatrészéről, amely 1:25 méretarányban lett rajzolva.
1997. májusban Kraus Sándor rajzolt helyszínrajzot, amelyen a Csúcs-hegy barlangjainak földrajzi elhelyezkedése van ábrázolva. A rajzon látható a Titok névvel jelölt barlang földrajzi elhelyezkedése. Kraus Sándor 1997. évi beszámolójában az olvasható, hogy az 1997 előtt is ismert Titok-barlangnak 1997-ben készült el a térképe. Jelentős barlang, amely további kutatást igényel. A jelentésbe bekerült az 1997-es helyszínrajz.